# 레온 코르테스 카스트로
레온 코르테스 카스트로(스페인어: León Cortés Castro)는 코스타리카의 정치인이다. 1936년부터 1940년까지 대통령으로 재직했다.
알라후엘라에서 태어났다. 1929년부터 1930년까지 교육장관을 지냈으며, 1932년부터 1935년까지 교육장관을 지냈다.
그는 남태평양 일대의 바나나 농장을 지원하고, 케포스와 골피토에 항구를 만들었다. 그는 코스타리카의 마지막 보수주의적 대통령이기도 했다. 그러나 대통령을 연달아 두 번하는 것을 금지하는 코스타리카 헌법에 의해 연임에 실패한다. 1944년 재도전하였으나, 테오도로 피카도에게 패하였다.
하지만 1946년 산타 안나에서 예기치 않은 죽음을 맞이하게 된다. 그의 시신은 산호세에 매장되었으며, 1949년 민족의 영웅으로 선언되었다.